# Clitocybe menthiodora
Clitocybe menthiodora är en svampart som tillhör divisionen basidiesvampar, och som beskrevs av Harmaja. Clitocybe menthiodora ingår i släktet Clitocybe, och familjen Tricholomataceae. Arten är reproducerande i Sverige.